# Dyspteris subvariata
Dyspteris subvariata is een vlinder uit de familie van de spanners (Geometridae). De wetenschappelijke naam van de soort is voor het eerst geldig gepubliceerd in 1923 door Paul Dognin. De soort komt voor in Colombia.